# Fuzion 100 Ilkley Trophy 2018
Die Fuzion 100 Ilkley Trophy 2018 sind ein Tennisturnier des ITF Women’s Circuit 2018 für Damen und ein Tennisturnier der ATP Challenger Tour 2018 für Herren in Ilkley und finden zeitgleich vom 18. bis 24. Juni 2018 statt.